# Stenocyphon sasajii
Stenocyphon sasajii is een keversoort uit de familie moerasweekschilden (Scirtidae). De wetenschappelijke naam van de soort werd in 2001 gepubliceerd door John F. Lawrence.